# Glaucina erroraria
Glaucina erroraria là một loài bướm đêm trong họ Geometridae.